# 랠프 번치
랠프 존슨 번치(Ralph Johnson Bunche, 1903년 8월 7일 ~ 1971년 12월 9일 )는 미국의 정치학자 겸 외교관이다. 1940년대 말 팔레스타인 문제를 조정한 공로로 1950년 흑인으로는 처음으로 노벨 평화상을 수상했으며, 1963년에는 유엔의 발전에 기여한 공로를 인정받아 존 F. 케네디 미국 대통령으로부터 대통령 자유 훈장을 받기도 했다.
유엔을 위한 기초를 세우는 계획을 도왔고, 1946년 사무국에서 신탁통치 분할 경영자가 되었다.

## 어린 시절

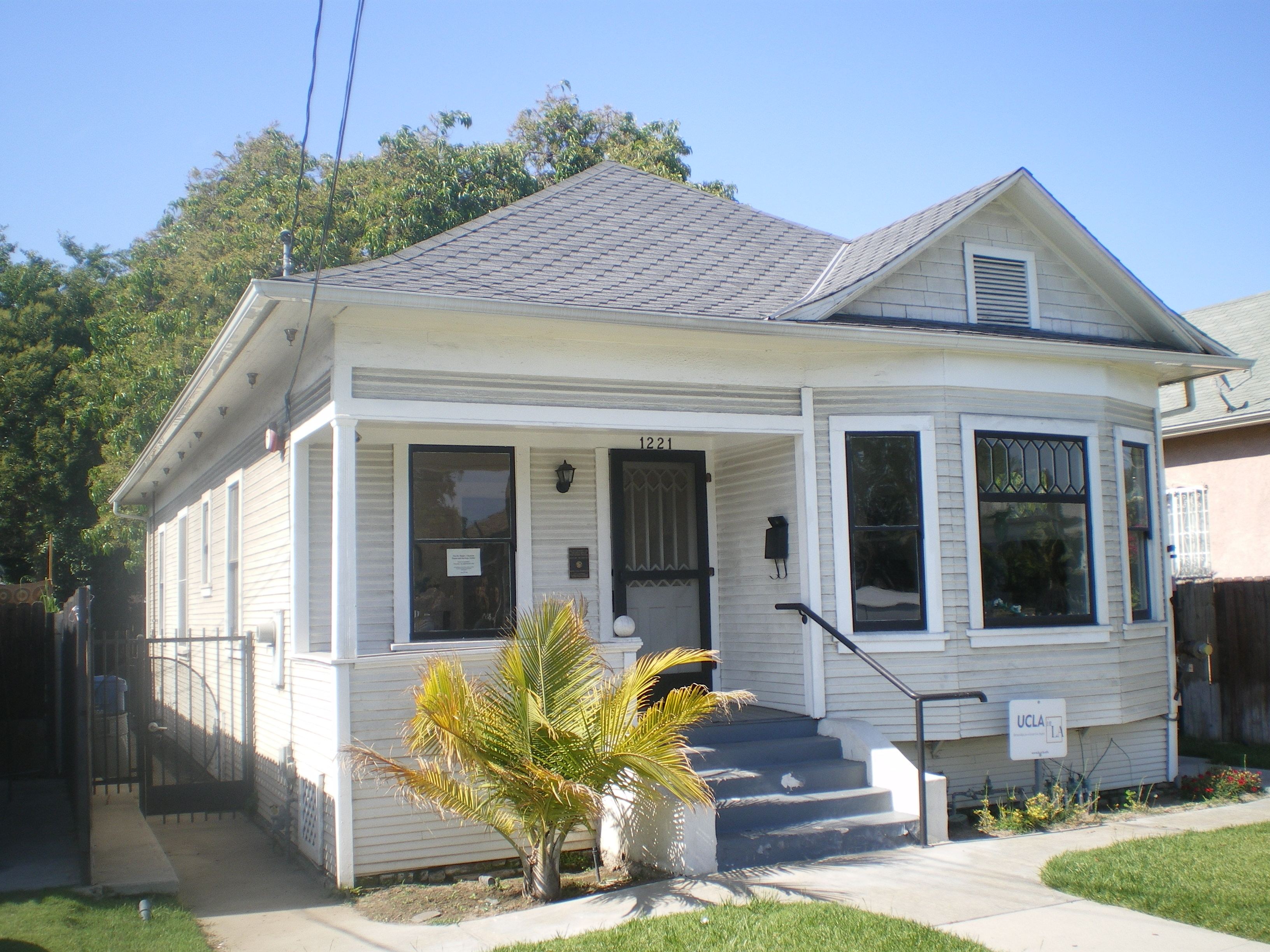
로스앤젤레스에서 번치가 어린 시절 조모와 함께 지낸 집

디트로이트에서 태어났다. 자신의 가족이 뉴멕시코주 앨버커키로 이주한 후, 자신의 초기적 청년기 동안에 모친이 사망하였다. 결과로서 번치와 그의 여동생은 자신의 손자의 교육을 위한 주요 주창자가 된 외조모 루시 테일러 존슨에 의하여 길러졌다.

## 학창 시절
번치는 훌륭한 학생으로 증명되는 데 육상에 뛰어났고, 졸업생 대표로서 제퍼슨 고등학교를 졸업하였다. 그는 장학금에 캘리포니아 대학교의 남부 지점(현재의 캘리포니아 대학교 로스앤젤레스)에서 수학하며 다양한 스포츠에서 활약하였고, 추가적 비용들을 위하여 내는 데 문지기로 일하였다. 그는 대학 군사 프로그램을 향하여 무임 승선자로서 애써 나간 후, 여름 동안에 선원의 일부로서 일하기도 하였다.
1927년 파이·베타·캐파의 일원과 졸업생 대표로서 졸업하였다. 그는 하버드 대학교에 들어가 문학사(1928년)와 정부/국제 관계에서 철학박사(1934년)를 취득하면서 정치학 박사 학위를 따는 데 첫 아프리카계 미국인이 되었다. 1928년 그는 하워드 대학교의 학부에도 가입하였으며, 이어서 그들의 정치학부를 발포하는 데 도움을 주었다. 후에 그는 런던 경제 대학과 케이프타운 대학교 같은 학회에서 대학원의 인류학 업무를 하였다.

## 유엔 경력
번치는 1930년대 중반에 스워스모어 칼리지의 인종 관계 학회의 합동 국장이 되었고, 1936년 〈인종의 세계 전망〉이란 책을 저서하였다. 10년간의 말기에 그는 미국에서 단호하게 인종 차별을 본 책 〈미국인의 궁지〉를 위한 자신의 연구에서 저널리스트이자 사회학자 군나르 뮈르달을 보조하기도 하였다.
제2차 세계 대전이 일어나는 동안에 번치는 국방 프로그램의 일부로 일하고, 후에 국무부에 가입하여 유엔의 형성에서 주요 인물이 되었다. 그는 결국 국제 기구의 사무국에 가입하기 위하여 국무부를 떠났다.

### 노벨 평화상 수상
번치의 주요 성과들 중의 하나는 1947년부터 1949년까지 아랍과 이스라엘의 군대 사이에 주요 논쟁의 현장 팔레스타인에 평화를 가져오는 데 그의 노력들이었다. 자신의 감독이자 중재자 폴케 베르나도테가 테러 공격에 사망한 후, 번치는 로도스섬에 회담으로 지도하는 데 요구되었다. 장기적 협상 진행은 양쪽과 함께 외교관이 기꺼이 만나면서 규정이 지어졌다.
휴전 협정은 1949년에 맺어졌다. 번치는 이듬해 노벨 평화상을 수상하였으며, 상을 타는 데 아프리카계 미국인 처음이자 세계에서 첫번째 유색인(흑인)이 되었다.
이어서 해리 트루먼 대통령이 번치를 국무부의 보조 장관이 되기를 원했어도 번치는 제공을 거절하고, 아직도 국가의 수도를 다스린 인종적으로 분리된 정책들을 인용하였다.

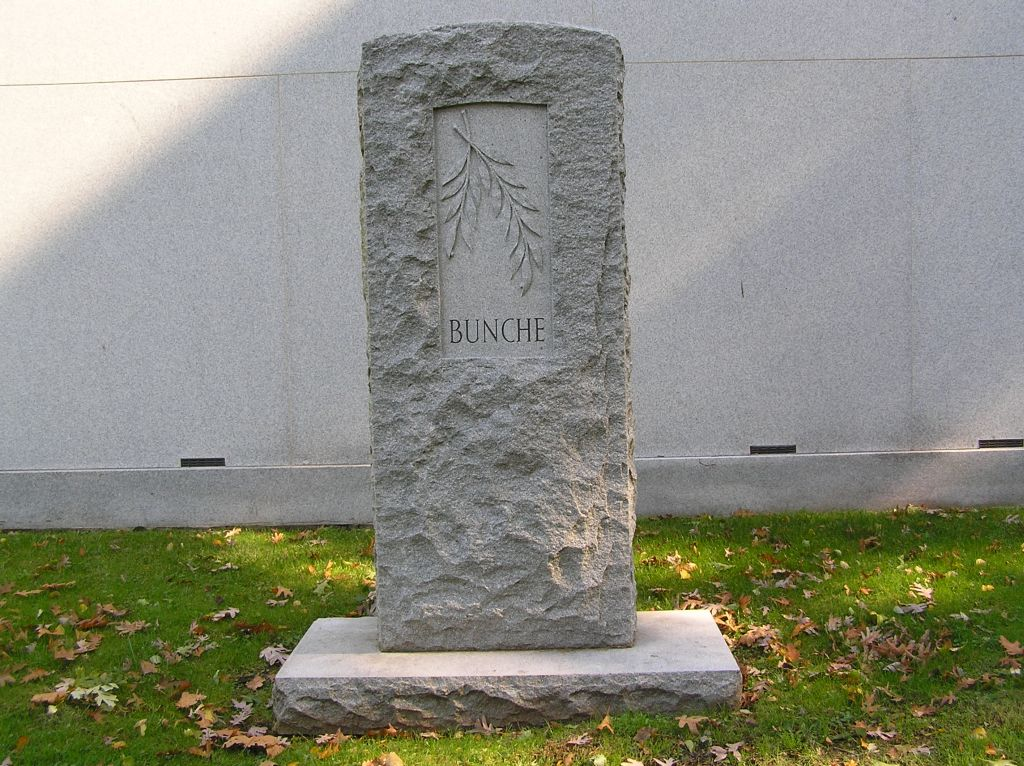
브롱크스 우드론 묘지에 있는 번치의 묘비

## 지속적인 인도주의적 노력들
번치의 활동은 지속적으로 전투에 협상의 힘과 외교에서 자신의 믿음에 의하여 알려졌다. 1950년대의 말기로 향하여 그는 특별 정세를 위한 유엔의 차관이 되었고, 1956년 수에즈 위기에서 수천명의 비전투적, 중립 군사들의 급파를 감시하였다. 군인들이 전쟁에 원조하지 않고 평화를 유지하는 데 쓰이면서 번치는 이 노력을 자신이 해낸 "단 하나의 가장 만족한 업무"로 인용하였다.
번치는 1960년대로 들어가 자신의 근무를 지속하였으며, 콩고(자이르), 키프로스와 바레인에서 분쟁의 중단을 지휘하였다. 국내적으로 번치는 또한 20년 이상이나 유색인의 촉진을 위한 국립 협회의 위원 중의 일부로 복무하였고, 흑인 인권 운동의 다른 노력들에 참가하기도 하였다.
신장과 심장을 포함한 다수의 병을 겪은 번치는 1971년 12월 9일 뉴욕에서 사망하였다.
자신의 경력에 그는 4배 이상의 명예 박사 학위와 대통령 자유 훈장을 포함한 수많은 영예를 받았다.